# Teodor Jové i Planella
Teodor Jové i Planella (Figueres, Alt Empordà, 27 d'agost de 1918 - 18 de juny de 1975) fou un compositor de sardanes i intèrpret de violí i harmònium. Va estudiar harmonia i composició amb Josep Blanch i Reynalt i Joaquim Serra i Corominas. Va actuar en formacions figuerenques els anys 40 i 50, com els Moyambos, encara que després la seva professió normal va ser empleat de banca. Va escriure una vintena de sardanes.